# Herbert Bayer (Künstler)
Herbert Wilhelm Bayer (* 5. April 1900 in Haag am Hausruck, Österreich-Ungarn; † 30. September 1985 in Montecito, Kalifornien) war ein österreichischer Fotograf, Grafikdesigner, Typograf, Ausstellungsarchitekt, Maler und Lehrer am Bauhaus in Weimar und Dessau.

## Leben und Werk
Herbert Bayer wurde im April 1900 als zweites von vier Kindern von Maximilian Bayer und dessen Ehefrau Rosa geb. Simmern in Haag am Hausruck geboren. Der Vater war Steuerbeamter. Bayer soll sich schon in seiner Kindheit künstlerisch betätigt haben. Der Vater starb bereits 1917 an der Schwindsucht. Bayer besuchte das Realgymnasium in Linz bis 1917. Nach einer ersten Tätigkeit für die oberösterreichische Bahndirektion leistete er seinen Militärdienst von 18 Monaten ab.

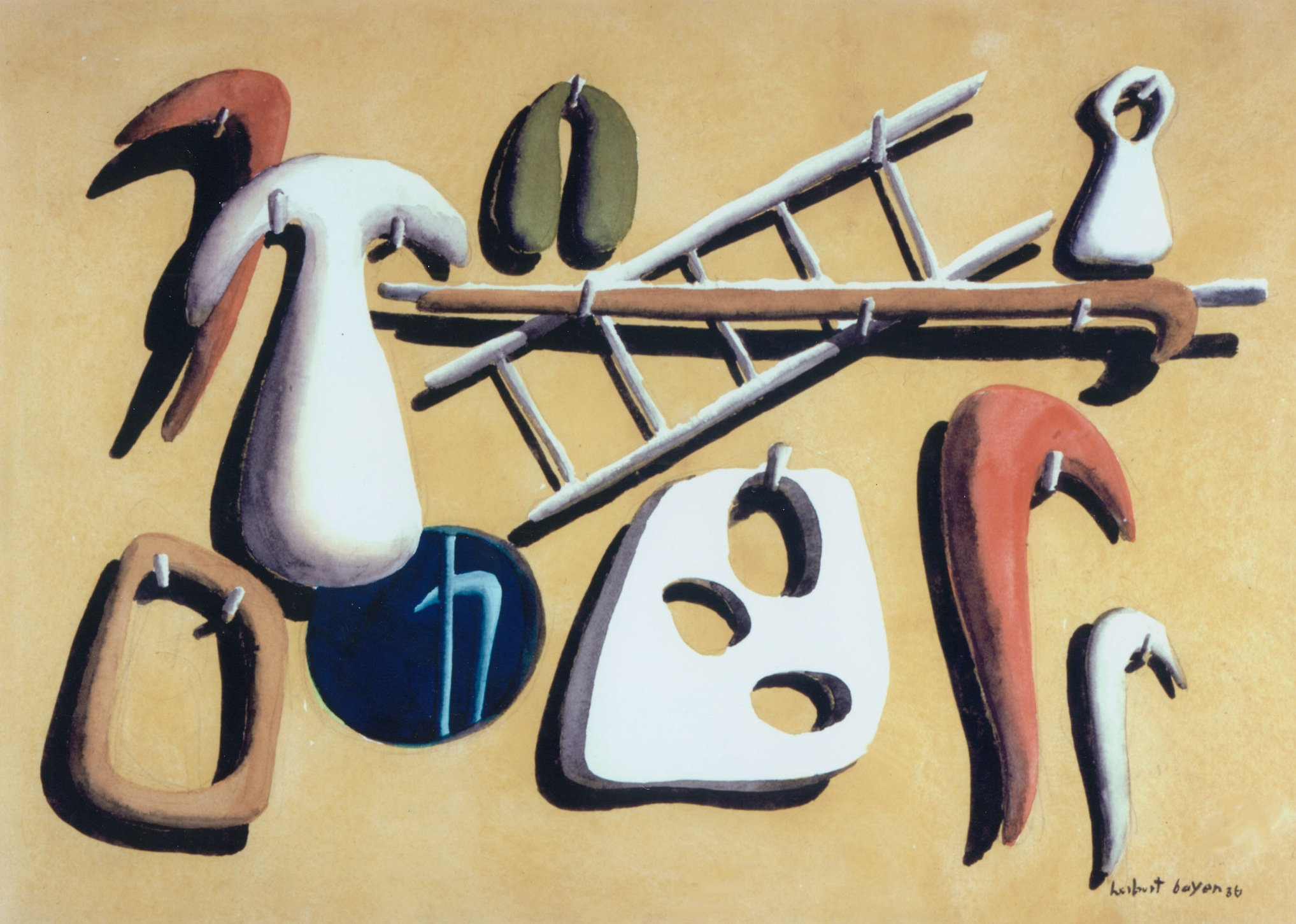
Stadelwand, 1936 – Gouache, 25,4 × 35,4 cm – Galerie Berinson, Berlin

Nach einer Lehre in einem Kunstgewerbeatelier bei dem Architekten Georg Schmidhammer und einer Tätigkeit bei dem Architekten Emanuel Josef Margold in Darmstadt studierte Bayer 1921 bis 1925 am staatlichen Bauhaus in Weimar. Hier besuchte er den Vorkurs von Johannes Itten und wohnte später dem Unterricht Paul Klees bei. 1922/1923 und 1924/1925 lernte er in der Werkstatt für Wandmalerei am Bauhaus unter Wassily Kandinsky. Er entwarf für das Bauhaus-Manifest Staatliches Bauhaus in Weimar 1919-1923 die Schrift zum Einband. Nach der Gesellenprüfung 1925 wurde Bayer als Leiter der neu eingerichteten Werkstatt für Druck und Reklame an das Bauhaus in Dessau berufen. Er führte am Bauhaus die Normung aller Drucksachen nach DIN ein und setzte die Kleinschreibung durch. Alle für den Eigenbedarf des Bauhauses benötigten Drucksachen wurden in der Werkstatt für Druck und Reklame nach Entwürfen von Herbert Bayer oder Studierender hergestellt. Somit war die Voraussetzung für ein neues Berufsfeld geschaffen: das Grafikdesign.

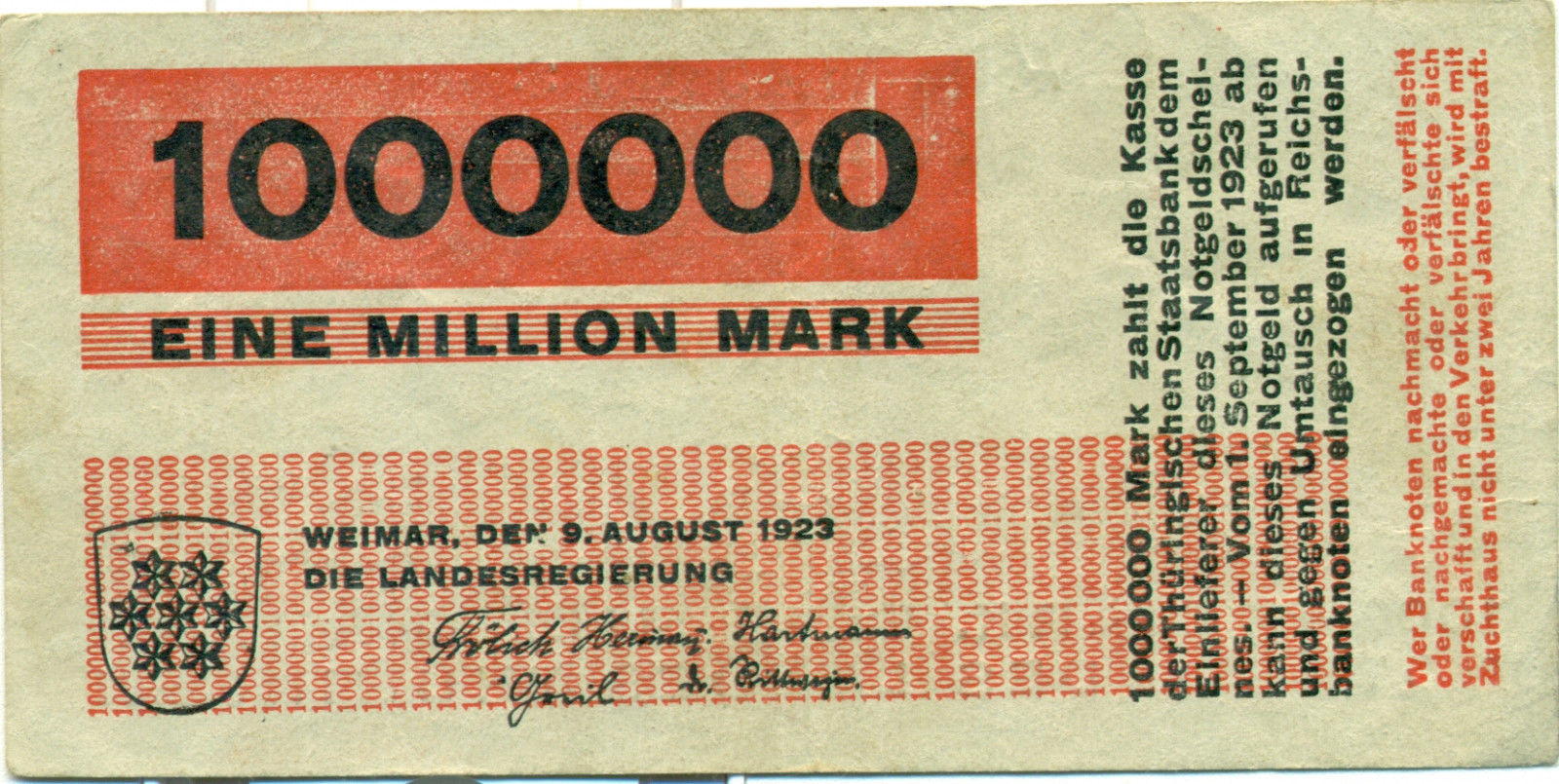
Notgeld des Landes Thüringen aus der Landeshauptstadt Weimar aus dem Jahr 1923 in der Zeit der deutschen Inflation aus der Bauhausdruckerei, gestaltet von Herbert Bayer

Im Jahr 1928 verließ Bayer das Bauhaus und zog nach Berlin, um dort als Werbegrafiker und künstlerischer Leiter der Werbeagentur Studio Dorland tätig zu sein. Bayer widmete sich in der Berliner Zeit außerdem Ausstellungsgestaltungen, der Malerei sowie der Fotografie und wurde Art Director der Zeitschrift Vogue, Paris. Er galt als Gast des im selben Jahr von Kurt Schwitters gegründeten Rings neue Werbegestalter.
Herbert Bayer und seine Mitarbeiter führten nach der Machtübertragung an die Nationalsozialisten 1933 vor allem im Ausstellungswesen auch Aufträge für die NS-Propaganda aus. Die Nationalsozialisten nutzten das Messe- und Ausstellungswesen von Anfang an als publikumswirksames Informations- und Propagandainstrument. Das Ergebnis waren im Laufe der Jahre einige wenige, aber effektvoll inszenierte Publikumsausstellungen. Als wegweisend für das NS-Ausstellungswesen gilt Die Kamera – Ausstellung für Fotografie, Druck und Reproduktion (4.–19. November 1933), die ursprünglich vom Deutschen Werkbund geplant, jetzt aber von Goebbels als Schirmherr übernommen wurde. Zeitgenossen nahmen sie als „riesenhafte Schau“ wahr. Bayer entwarf hier erstmals für nationalsozialistische Auftraggeber einen Ausstellungskatalog.

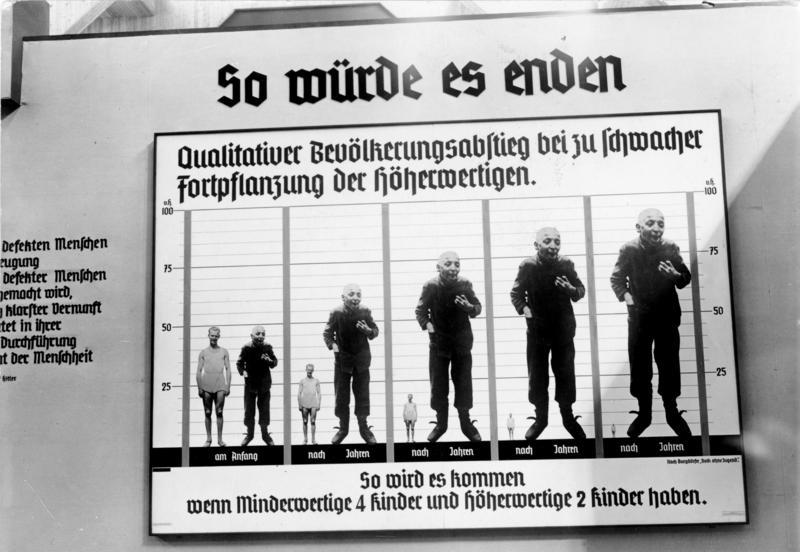
Teil der Ausstellung „Das Wunder des Lebens“, der die nationalsozialistische Rassenhygiene propagiert

Die Ausstellung Deutsches Volk – Deutsche Arbeit vom 21. April bis zum 3. Juni 1934 war die erste, die auch bereits in der Vorplanung auf die Nationalsozialisten zurückging; Schirmherr war Reichspräsident Paul von Hindenburg, Veranstalter die gemeinnützige Berliner Ausstellungs-Messe-und-Fremdenverkehrs-GmbH unter Mitwirkung von Reichs- und Staatsverbänden. Bayer entwarf in seinem „dorland studio“ in angepasstem Bauhaus-Stil erneut den Katalog zur Ausstellung. Im Kataloginneren präsentierte er auf 36 Seiten in charakteristischer Typofoto-Manier eine Mischung aus High-Tech-Schau und bäuerlich-völkischer Idylle mit Abbildungen von arisch-blonden Frauen und gestählten Männern, Arbeitsszenen und Industrielandschaften. Der Berliner Ausstellung Deutsches Volk – Deutsche Arbeit folgten zwei weitere: Das Wunder des Lebens (23. März–5. Mai 1935) und anlässlich der Sommerolympiade Deutschland (18. Juli–16. August 1936); die drei Ausstellungen zusammen wurden in der NS-Presse als Trilogie bezeichnet. Bis zu seiner Emigration 1938 war Bayer für NS-Auftraggeber tätig. 1937 wurden in der Nazi-Aktion „Entartete Kunst“ nachweislich drei Werke Bayers beschlagnahmt.
Im gleichen Jahr reiste er das erste Mal in die USA, wohin er im darauf folgenden Jahr emigrierte. Das von ihm und László Moholy-Nagy entworfene Lifestylemagazin die neue linie fand nicht die Zustimmung der NS-Auftraggeber. Zusammen mit Ise Gropius und Walter Gropius gestaltete Bayer im selben Jahr die Ausstellung Bauhaus 1919–28 im Museum of Modern Art in New York. 1946 ließ er sich in Aspen/Colorado nieder und begann seine Tätigkeit als Architekt, Gestalter von Großplastiken und von Landschaften. In Aspen war Bayer einer der maßgeblichen Gestalter der Gebäude des Aspen Institute. Außerdem arbeitete er als künstlerischer Berater verschiedener Firmen und Institutionen. Unter anderem war er für folgende Unternehmen tätig: 1946 bis 1965 bei der Container Corporation of America (CCA) und 1966 bis 1985 bei der Atlantic Richfield Company (ARCO) in Los Angeles. Für die CCA entwarf Bayer 1953 den World Geo-graphic Atlas, der einem Rezensenten 1955 als „the handsomest and best atlas ever published in America“ galt. Auf der Vierten Biennale von São Paulo 1957 wurden fünf seiner Ölgemälde gezeigt. Im Jahr 1964 war Herbert Bayer Teilnehmer der documenta III in Kassel.
1968 war Herbert Bayer für die Gestaltung der Ausstellung 50 Jahre Bauhaus in Stuttgart verantwortlich.
Bayers Fotografien und Fotomontagen wie das Selbstporträt von 1932 oder Lonely Metropolitan (1932) zählen zu den besonders bemerkenswerten fotografischen Arbeiten. Die surreal wirkende Fotografie Lonely Metropolitan erzielte im Dezember 2012 bei einer Versteigerung des Auktionshauses Sotheby’s einen neuen Rekordpreis von 1.482.500 Dollar. Die Aufnahme von Herbert Bayer ist damit eine der teuersten klassischen Fotografien weltweit.
In erster Ehe war Herbert Bayer seit November 1925 mit der Fotografin Irene Bayer, geb. Hecht (1898–1991) verheiratet, einer US-Amerikanerin ungarischer Herkunft, die er am Bauhaus kennengelernt hatte. Aus dieser Ehe stammte die gemeinsame Tochter Julia (1929–1963). Spätestens seit Sommer 1930 bestand ein außereheliches Verhältnis zu Ise Gropius, das bis zur Emigration von Ise Gropius nach London andauerte. Das Paar kannte sich seit 1925 aus gemeinsamen Aktivitäten am Bauhaus. Er ließ sich 1944 von Irene Bayer scheiden und heiratete im Dezember 1944 Joella Haweis Levy, eine der Töchter der Künstlerin Mina Loy und Exfrau des New Yorker Galeristen Julien Levy. Herbert Bayer starb im Alter von 85 Jahren in Montecito in Kalifornien, wo er sich nach einem schweren Herzanfall 1974 niedergelassen hatte.

## Ehrungen und Auszeichnungen
- 1975 wurde Herbert Bayer in die Hall of Fame des Art Directors Club aufgenommen.
- 1979: Aufnahme in die American Academy of Arts and Sciences
- Herbert-Bayer-Platz beim Architekturforum Oberösterreich in Linz

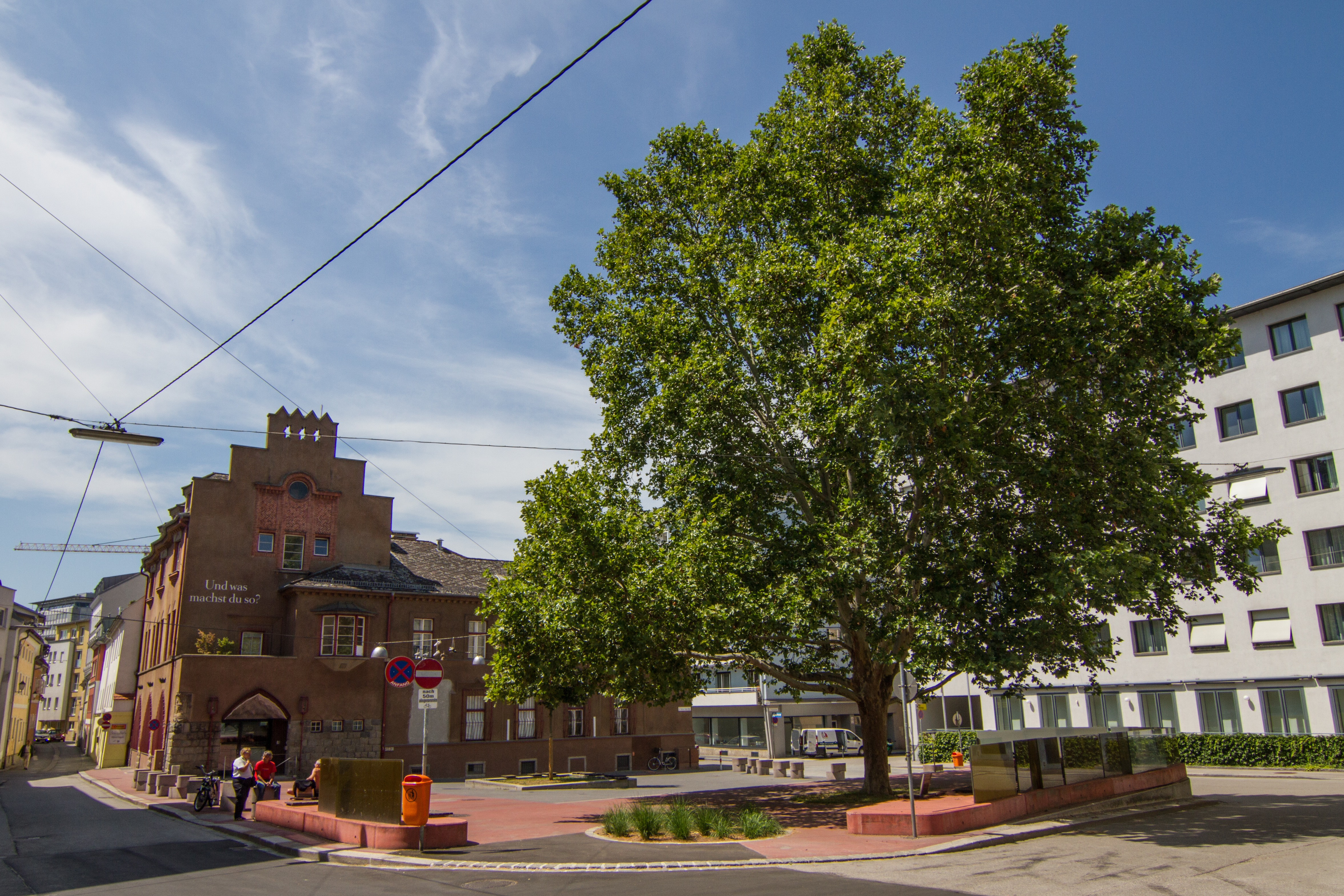
Der Herbert-Bayer-Platz in Linz

- 2014 ließ sich das Bauhaus-Archiv eine nach Herbert Bayer benannte eigene Schrift mit dem Namen bayer next entwickeln. Sie soll dem Gebäude und allen Veröffentlichungen eine unverwechselbare Handschrift geben.[11]
- Herbert-Bayer-Straße in Berlin-Weißensee

Weitere Auszeichnungen und Ehrungen sind u. a. die Ehrendoktorwürde der Technischen Hochschule Graz, das Österreichische Ehrenkreuz für Wissenschaft und Kunst, der Ambassador’s Award for Excellence (London) oder 1969 der Kulturpreis der Deutschen Gesellschaft für Photographie (Köln).

## 1937 als „entartet“ nachweislich beschlagnahmte Werke Bayers
- Skizze (Aquarell; Staatliche Kunstsammlungen Kassel; zerstört)

- Landschaft im Tessin (Tafelbild, Öl, 1924; Museum Folkwang Essen; zerstört)

- Frau von rückwärts (Feder-Zeichnung, aquarelliert, 1928; Provinzial-Museum Hannover; 1961 vom Kunsthaus Lempertz, Köln, versteigert).

## Schriftentwürfe

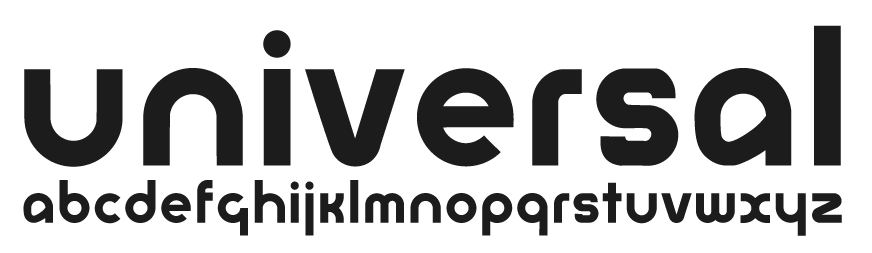
Universal-Type

Während seiner Lehrtätigkeit als Leiter der Reklamewerkstatt am Bauhaus entwickelte Bayer ein unicase-Alphabet. Er reduzierte die Majuskeln (Großbuchstaben) und die Minuskeln (Kleinbuchstaben) auf nur ein Alphabet. Die daraus entstandene Groteskschrift nannte Bayer Universal.
- Universal (1925–1930);
- Bauhaus (1925–1928);
- Bayer-Type (1930–1936)

## Publikationen
- Versuch einer neuen Schrift. In: Offset. 7/1926.
- herbert bayer. Visuelle Kommunikation, Architektur, Malerei. Das Werk des Künstlers in Europa und USA. Otto Maier Verlag, Ravensburg 1967 (Originalausgabe: herbert bayer. painter, designer, architect. Verlag Reinhold Publishing Corporation, New York 1967).
- Ich stelle mir keine Grenzen. Gespräch mit Herbert Bayer von Jürgen Claus. In: Kunstreport. 3’79, Informationsblatt Deutscher Künstlerbund e. V., Berlin 1979.
- Fotografie zwischen Realität und Montage. Gespräch mit Herbert Bayer von Jürgen Claus. In: Kunstreport. 4'86, Informationsblatt Deutscher Künstlerbund e. V., Berlin 1986.
- Herbert Bayer: Kunst Universell. Vienna, Austria: Edition Suppan Fine Arts, 1997